# H401

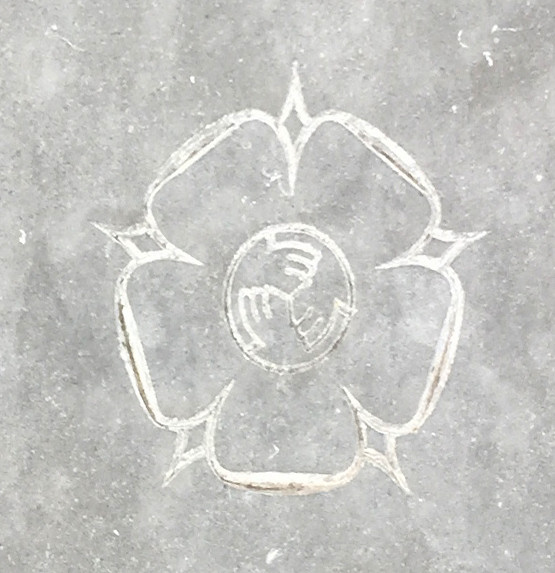
Logo op zerken van leden van Castrum Peregrini op de begraafplaats in Spaarnwoude

H401, voluit Stichting Herengracht 401, tot 2019 Castrum Peregrini, is een in 1957 opgerichte culturele stichting gevestigd in een pand op de hoek van de Herengracht en de Beulingstraat in Amsterdam. 

## Geschiedenis
In 1940 betrok kunstenares Gisèle van Waterschoot van der Gracht een atelier in het pand Herengracht 401. Samen met de Duitse dichter Wolfgang Frommel verborg ze hier tijdens de oorlogsjaren twee Joodse kunststudenten die hier na de oorlog bij haar bleven wonen. Voor haar hulp bij het onderduiken ontving ze in 1998 de Yad Vashemonderscheiding. Het onderduikadres had als schuilnaam de Latijnse naam 'Castrum Peregrini', wat 'Burcht van de Pelgrim' betekent. Na de oorlog werd de stichting Castrum Peregrini opgericht,  gefinancierd door van Waterschoot van der Gracht en Selina Pierson.  De stichting zette zich in voor de positie van kunstenaars.
Op 27 juli 1959 trouwde van Waterschoot van der Gracht met Arnold d’Ailly de burgemeester van Amsterdam. Officieel zou hij nog twee jaar aanblijven om zijn tweede ambtstermijn als burgemeester vol te maken, maar het rumoer rond hun buitenechtelijke relatie dwong hem vervroegd het ambt neer te leggen. Acht jaar heeft Arnold d’Ailly bij haar gewoond in haar huis op de Herengracht. In 1967, toen hij op 65-jarige leeftijd stierf, kwam er een eind aan hun samenzijn.

### Wolfgang Frommel
Wolfgang Frommel was een Duitser die zijn onderdak vond aan de Herengracht 401. Via Zürich en Parijs kwam hij in 1939 in Nederland waar hij met hulp van vrienden als Adriaan Roland Holst al snel een verblijfsvergunning kreeg. Hij ging aan de slag op de Quakersschool in Eerde en werd de leider van de kring van Friedrich Buri en Billy Hilsley. Roland Holst introduceerde Frommel bij van Waterschoot van der Gracht en hij ging bij haar wonen aan het pand Herengracht 401 in Amsterdam.
Wolfgang Frommel had voor de oorlog een SA-lidmaatschap. Een onderzoeker van Castrum Peregrini probeerde later dit te verdoezelen maar openbaarde juist zelf een document waaruit bleek dat Frommel in 1937 tot de 'Stab der Hitlerjugend  Frankfurt' behoorde. Door Castrum Peregrini werden na de oorlog verschillende onwaarheden over het oorlogsverleden van zowel Frommel als zijn naasten, onder wie Percy Gothein, gepubliceerd.
Frommel overleed in 1986.

## Misbruik
In 2013 verscheen het boek Entfernte Erinnerungen an W. van Joke Haverkorn van Rijsewijk, oud-minnares, vriendin en gehuwd met de neef van Frommel, waarin nauwgezet de methode van Frommel en zijn gezelschap beschreven werd. Frommel baseerde zich op de poëzie van Stefan George, waarin innige omhelzingen en zoenen tussen jongens en oudere mannen beschreven worden, maar geen expliciet seksuele relaties. In Frommels interpretatie werd dit een educatieve 'Eros': oudere mannen maakten van jongens 'metgezellen', met een nadrukkelijk  seksuele component.
In 2016 verscheen de documentaire Herengracht 401 van Janina Pigaht, waarin de nieuwe bewoners - Michaël, Frans en Lars - van Castrum Peregrini het pand na het overlijden van Gisèle een nieuwe bestemming proberen te geven. Terwijl zij opruimen en verbouwen om het huis open te kunnen stellen voor publiek, begint regisseur Janina Pigaht te graven in het verleden. Ze wil het verhaal van het huis vastleggen. Maar is er eigenlijk wel een eenduidig verhaal te vertellen?
In 2017 kwam in Vrij Nederland neerlandicus Frank Ligtvoet met een persoonlijk verhaal over zijn tijd bij Castrum Peregrini. Ligtvoet was jarenlang lid van de beweging en was een van de dragers van de kist van Frommel op diens begrafenis in 1987. Hij bevestigde het eerder geschetste beeld van Haverkorn en gaf een kijkje in de kring rond Frommel, die als een sekte opereerde. Hij beschrijft veelvuldig opgedrongen seksueel contact en pedofilie door meerdere personen in de kring, met Frommel duidelijk als leider. Ook signaleerde hij vele parallellen met de in Duitsland bekende misbruikzaak rondom de Odenwaldschool in Heppenheim.
In 2018 werd opnieuw bevestigd dat in een door Wolfgang Frommel geleide groep jongemannen jarenlang structureel seksueel misbruik had plaatsgevonden. De groep werd in de media als een sekte omschreven. Uit de in 2018 verschenen biografie van Gisèle d'Ailly-van Waterschoot van der Gracht bleek bovendien dat zij bij deze misbruikpraktijken wegkeek en een eigen werkelijkheid om zich heen creëerde. De stichting Castrum Peregrini liet in oktober 2018 weten afstand te nemen van dit verleden.
In 2019 bevestigde onderzoek van een onafhankelijke commissie onder leiding van oud-rechter Frans Bauduin het seksuele misbruik. Vanwege vervolgingsverjaring hadden de misbruikpraktijken bij Castrum Peregrini geen juridische consequenties. Diverse betrokkenen, onder wie Wolfgang Frommel, waren inmiddels overleden. De stichting nam alle aanbevelingen uit het rapport over, waaronder het afleggen van de naam Castrum Peregrini. Onder een nieuwe naam ging men in dezelfde samenstelling op dezelfde locatie verder als culturele organisatie.

### Kostscholen
Twee kostscholen functioneerden jarenlang in het kindermisbruiknetwerk van Castrum Peregrini. De eerste generatie slachtoffers tijdens en na de oorlog bestond vooral uit (oud)scholieren van de Quakerkostschool in kasteel Eerde bij Ommen, voornamelijk bevolkt door uit Duitsland uitgeweken Joodse leraren en kinderen. Friedrich Buri - in 1933 in Frankfurt als veertienjarige door Frommel ‘ontdekt’ - werd in 1942 uit Eerde meegenomen naar het onderduikadres op de Herengracht, evenals de op dat moment zestienjarige Claus Bock in 1943. 
Een ander slachtoffer annex medeplichtige was de in Londen als William Hildesheimer geboren joodse Billy Hilsley. In Berlijn in de jaren twintig als dertienjarige door Frommel versierd, week hij in 1937 uit naar Nederland; zijn Engelse paspoort bood bescherming tegen de nazi’s. Hij werd een populaire muziekleraar op de Quakerkostschool en later op de Internationale School in kasteel Beverweerd te Werkhoven (gesloten in 1997), waar hij vanaf 1959 tot zijn dood in 2003 een torenkamer bewoonde. Een van zijn veroveringen, leerling Ian Gulliford, werd als leraar in Ommen een beruchte dader. Er zijn meerdere aanwijzingen dat grootmisbruiker Hilsley, naar verluidt evenals Frommel, alcohol en andere bedwelmende middelen toediende aan het slachtoffer voorafgaand aan het misbruik. Billy Hilsley had als leraar op de kostscholen gemakkelijk toegang tot jongens en wist veel jongere vrienden te rekruteren voor Frommels kring. Frommel en zijn intimi kwamen er geregeld op bezoek.

### De zwembadclub
In 2019 besteedde dagblad Het Parool uitgebreid aandacht aan 'Verboden foto's', de in 2010 in eigen beheer uitgegeven memoires van George Gantzert, geschreven onder het pseudoniem Helmut van de Berg. Het artikel verhaalt van seksueel misbruik van jonge jongens en meisjes en duidt de daders en hun entourage aan als ‘mensen met veel geld’, ‘keurig getrouwde mensen uit hogere kringen’, ‘verzetsmensen’, ‘voorname mensen’, ‘uit de grachtengordel’, een museumdirecteur en zijn onderdirecteur, een jonkheer uit een bekend Amsterdams adellijk geslacht, leden van Sociëteit de Kring, een leraar van het Nicolaaslyceum. 
In 2023 beschreef George Gantzert in de Radio1-podcast De zwembadclub van Annegriet Wietsma uitgebreid hoe een fotograaf naaktfoto's maakte en George meenam naar het Heiligewegbad en het AMVJ-bad in Amsterdam, waar kinderen naakt zwommen, terwijl volwassenen toekeken en de kinderen misbruikten. De beschermvrouwe van het literaire herengenootschap Castrum Peregrini, kunstenaar Gisèle d’Ailly-van Waterschoot van der Gracht, leek een sleutelrol te vervullen bij dit besloten genootschap voor kindermisbruik.

## Het pand
In het pand Herengracht 401 bevindt zich op de begane grond de publieksruimte, tevens expositieruimte. Deze ruimte is een 'white cube' in een pand vol historische interieurs, kantooretage, gastenverblijven, het atelier van Gisèle en verschillende archieven. Het is sinds 1970 een rijksmonument.
- Gemeinsame Normdatei: 3019495-7
- Library of Congress Control Number: n90677783
- Virtual International Authority File: 262450089